# Entocolax trochodotae
Entocolax trochodotae is een slakkensoort uit de familie van de Eulimidae. De wetenschappelijke naam van de soort is voor het eerst geldig gepubliceerd in 1934 door Heding.